# 陈远美
陈远美（英語：Christina M. "Tina" Tchen，1956年1月25日—），美国律师，现白宫公共联络办公室主任。2011年1月被任命为美国总统助理、第一夫人幕僚长。

## 生平
陈远美属于第二代华裔。1949年，她的父母从中国上海移民到美国。陈远美的父亲当时刚从医学院毕业，母亲也正持学生签证到雪城大学学习化学。为了一起赴美，陈远美的父母是在离开中国当天结的婚。此后，他们在俄亥俄州的克利夫兰郊区定居下来。1956年，陈远美就出生在这里。陈远美的父亲后来成了一名精神科医生。因为父母均来自上海，所以陈远美能说一口流利的上海话。陈远美的父母于1949年从上海赴美国移民。她在俄亥俄州克里夫兰长大，1978年与1984年先后毕业于哈佛大学与西北大学法学院，获博士学位。此后，她在芝加哥任律师达20余年，并长期从事女权运动。1992年，陈远美成为世达律师事务所的合伙人。凭借深厚的法律专业功底和超群的辩才，陈远美成功代理并打赢了许多大公司控告政府机构的官司，被誉为法庭上的“常胜将军”。
由于她与奥巴马一家私交很深、长年与米歇尔·奥巴马相识，在奥巴马竞选美国总统期间便为其筹集竞选经费。奥巴马当选总统后她进入白宫，出任白宫公共联络办公室（White House Office of Public Engagement）主任，兼白宫妇女和女童事务委员会（Council on Women and Girls）执行长。2011年1月5日，她被提升为总统助理、第一夫人幕僚长，同时继续出任妇女和女童事务委员会执行长一职。